# Українська міфологія (енциклопедія)
«Українська міфологія» — енциклопедія з української міфології, впорядкована педагогом, літератором, художником і письменником Валерієм Войтовичем. Перше видання вийшло 2002 року. У 2005 — друге видання.
За визначенням автора, книга є спробою осмислення надзвичайно багатого та яскравого світу української дохристиянської міфології — народних уявлень, звичаїв та обрядів, вірувань і повір'їв тощо. Це своєрідний погляд на духовну культуру предків, їхній світогляд, світосприйняття та ментальність. Текст супроводжується ілюстраціями та обширною бібліографією.
Попри рекомендацію до друку Вченою радою Національного університету «Острозька академія» зі схвалення рецензентів (Анатолія Колодного, Петра Кралюка, Володимира Павлюка, професійні дослідники української міфології характеризували книгу як авторську фантазію, а не реконструкцію давніх вірувань.

## Нагороди
Перше місце Всеукраїнського рейтингу «Книжка року 2003» у номінації «Обрії» (енциклопедичні та довідкові видання).

## Критика
Кандидат історичних наук Василь Балушок, провідний науковий співробітник Інституту мистецтвознавства, фольклористики та етнології НАН України рецензує книгу «Українська міфологія» як слабку і наповнену фантазіями і вигадками автора. На додаток, Войтович ігнорує правила складання енциклопедій, та замало уваги приділяє питанню що ж таке міф і українська міфологія, замість чого наповнює книгу простим переказом фольклорних текстів і цитатами. Василь Балушок зауважував, що Войтович поділяє сумнівні погляди російського дослідника Бориса Рибакова на історію слов'янського язичництва. Книзі було винесено вердикт: «Як видається, від неї буде більше шкоди, ніж користі, особливо враховуючи те, що книгою користуватиметься широке коло не просто читачів, а насамперед студентів та школярів. І ці студенти та школярі прийматимуть на віру фантазування В. Войтовича, який, таким чином, робить їм „ведмежу послугу“».
Фольклорист, кандидат філологічних наук Людмила Іванникова назвала цю книгу серед «фальшивих джерел» з етнографії, а також «окультною, фантастично-дилетантською псевдонауковою літературою». «Як на мене, це не просто шкідництво, а продумана програма нищення української науки, освіти, культури, інтелектуального потенціалу нації загалом!» — зазначала дослідниця щодо цілої плеяди псевдовчених, до яких відносила і Войтовича.
Кандидат історичних наук Олексій Кузьмук оцінює «Українську міфологію» Войтовича як представлення суміші наукових знань та сучасних міфів від аматорів. За дослідженням Кузьмука, Войтович у ній посилається на псевдонаукові роботи Юрія Шилова, «Велесову книгу», підтримує «арійську теорію походження українців», фантазує як у текстах, так і малюнках власного авторства (наприклад, язичницький Стрибог на малюнку зображений з масонським знаком).
Серед інших суттєвих зауважень є те, що книга, попри назву, описує міфологію слов'ян узагалі або східних слов'ян, але не власне українську міфологію.